# Allocheilos
Allocheilos, biljni rod iz porodice gesnerijevki rasprostranjen po kineskim provincijama Yunnan, Guizhou i Guangxi. Postoji 5 priznatih vrsta

## Opis
Allocheilos W.T.Wang u rodu Gesneriaceae opisan je 1983. i karakteriziran je 4-režnjevitom adaksijalnom usnom i nepodijeljenom abaksijalnom usnom s oštrim vrhom. Rod je endemičan za kraška područja u jugozapadnoj Kini i klasificiran je kao ugrožen zbog gubitka staništa. Tijekom istraživanja krških područja u Yunnanu u jugozapadnoj Kini 2017. prikupljene su dvije nepoznate vrste roda i kasnije je potvđeno da su novost za znanost na temelju detaljnog promatranja njihovih morfoloških karakteristika, to su A. maguanensis W.H.Chen & Y.M.Shui i A. rubroglandulosus W.H.Chen & Y.M.Shui. Raspravlja se o njihovim odnosima sa sličnim vrstama i privremenom statusu očuvanosti. Godine 2023 otkrivena je nova vrsta u Vijetnamu, Allocheilos villosus B.L.Burtt ex D.J.Middleton.

## Vrste
1. Allocheilos cortusiflorum W.T.Wang
2. Allocheilos guangxiensis H.Q.Wen, Y.G.Wei & S.H.Zhong
3. Allocheilos maguanensis W.H.Chen & Y.M.Shui
4. Allocheilos rubroglandulosus W.H.Chen & Y.M.Shui
5. Allocheilos villosus B.L.Burtt ex D.J.Middleton